# Rondó a la mazur
El Rondó a la mazur, op. 5 (títol original en francès, Rondo à la mazur), en fa major, és una obra de Frédéric Chopin composta el 1826, quan tenia 16 anys, i que es publicà el 1828. Va ser el segon dels seus quatre rondós, i està dedicat a la comtessa Alexandrine de Moriolles, la filla del comte de Moriolles, que era el tutor del fill adoptiu del gran duc Constantí, Governador de Varsòvia. És l'únic dels quatre rondós que no està escrit en el compàs de 2/4.
Chopin va escriure la peça mentre estudiava al Conservatori de Varsòvia. És una peça valenta i tècnicament més segura que el Rondó op. 1, el Rondó en do menor. El seu mestre Józef Elsner també havia escrit dos rondós amb la indicació a la mazur, i podrien haver inspirat el títol d'aquesta obra, però el rondó de Chopin no mostra cap influència de Elsner. En canvi, hi ha molt de la pròpia originalitat de Chopin. Robert Schumann va escoltar per primera vegada el Rondó a la Mazur el 1836, i el va qualificar de "encantador, entusiasta i ple de gràcia".
El tema de l'obertura, en fa major, està en el ritme d'una masurca. Un segon tema, en si bemoll major, amb la indicació tranquillamente e cantabile, apareix abans de la repetició de tema principal. La peça es caracteritza per l'ús precoç del quart grau alterat característic del mode lidi.